# عزلة شخب (إب)
عزلة شخب هي إحدى عزل مديرية النادرة في محافظة إب اليمنية ويبلغ تعداد سكانها 4299 نسمة حسب التعداد السكاني في اليمن لعام 2004.

## روابط خارجية
- الجهاز المركزي للإحصاء بالجمهورية اليمنية
- المركز الوطني للمعلومات باليمن نسخة محفوظة 10 أبريل 2015 على موقع واي باك مشين.
- الدليل الشامل